# 東園基雅
東園 基雅（ひがしぞの もとまさ）は、江戸時代前期から中期にかけての公卿。正二位権大納言・東園基量の子。官位は正二位・権大納言。主に113代東山天皇・114代中御門天皇時代の朝廷に仕えた。

## 経歴
東園基量の子として誕生。母は高倉永敦の娘。初名は基茂。
延宝7年（1679年）に叙爵。元禄2年（1689年）に従四位下・左近衛少将に進んだ際に基長と改名した。その後左近衛中将・蔵人頭を経て、元禄13年（1700年）に参議となり公卿に列する。踏歌節会外弁、権中納言などを経て、享保4年（1719年）には権大納言に就任した。享保8年（1723年）まで同職に在職している。その間に正二位に昇っている。享保11年（1726年）に基雅に改名した。
享保13年（1728年）、薨去。享年54。日記『東園基長卿記』を今日に残す。元禄14年（1701年）に起こった赤穂事件で浅野長矩が切腹のうえ改易されることについて「不便々々（ふびんふびん）」と記している。

## 系譜
- 父：東園基量
- 母：高倉永敦娘
- 正室：藤谷為条の娘
- 継室：藤谷為茂の娘
- 生母不明の子女
  - 男子：東園基豊
  - 男子：東園基楨
  - 女子：六角基維室
  - 養女：松平基知継室